# Prometi(III) bromide
Prometi(III) bromide là một hợp chất hóa học được tạo thành từ hai nguyên tố prometi và brom. Nó có công thức PmBr3 và là muối của ion bromide.

## Điều chế
Prometi(III) bromide được điều chế từ prometi(III) oxit (Pm2O3) và đun nóng chất trong luồng HBr khô.

## Thuộc tính
Tinh thể prometi(III) bromide khan là một muối có tinh thể màu đỏ với điểm nóng chảy là 660 ℃.  Nó kết tinh trong hệ tinh thể trực thoi PuBr3 với các hằng số mạng a = 1265 pm, b = 408 pm và c = 912 pm với bốn đơn vị công thức trên mỗi ô đơn vị và do đó mật độ tính toán là 5,45 g/cm³.

## An toàn
PmBr3 có tính phóng xạ, do đó khi sử dụng chất này cũng như các hợp chất chứa prometi khác phải hết sức thận trọng.